# 刘仁静
刘仁静（1902年3月4日—1987年8月5日），又名敬雲、亦宇、竞人等，字養初、镜园，男，湖北应城人。中国共产党早期领导之一，托洛茨基主义者。

## 生平
刘仁靜1918年7月入北京大学物理系预科，1919年参加五四运动，在火烧赵家楼中和同学打开了曹汝霖住宅的大门。1920年，刘仁静转入北京大学哲学系，经王光祈介绍加入少年中国学会北京大学马克思学说研究会。1920年11月，他加入北京社会主义青年团，成为首批团员，并担任会计委员。他也是北京共产党早期组织成员之一。
1921年6、7月间，北京小组选举中国共产党第一次全国代表大会代表，首先选定张国焘。其后，邓中夏、罗章龙相继以工作繁忙为由拒绝，最终，刘仁静当选。7月下旬，他与张国焘作為北京代表出席在上海举行的中国共产党第一次全国代表大会，是与会代表中最年轻的一位，会上他还担任翻译。会后，他留在上海，协助李达进行宣传工作并筹办人民出版社。1921年12月，刘仁静回到北京，和邓中夏创办了团刊《先驱》，后来该刊物转到上海出版，成为中国社会主义青年团中央的机关刊物。
1922年9月，以陈独秀为团长、刘仁静为团员、瞿秋白为翻译的中国代表团赴苏俄出席了在彼得格勒召开的共产国际第四次代表大会，并代表中共发言。此后他又参加了少共国际第三次代表大会，会后他留在当地参观学习，1923年4月回国。1923年6月，他列席中国共产党第三次全国代表大会。1923年8月，中国社会主义青年团在南京召开了第二次全国代表大会，刘仁静在二大第三次会议上作报告，强调了中国社会主义青年团在思想上和组织上的独立性。1923年9月29日，中国社会主义青年团中央执行委员会召开第一次全体会议，决定成立中央局，刘仁静任委员长。
1926年秋，刘仁靜前往莫斯科列宁学院学习，后来列席共产国际执委会第七次扩大会议。1929年，刘仁静学习期满，离开苏联，前往土耳其拜见托洛茨基，希望能得到他的确认，成为中国托派的领袖，但是遭到了托洛茨基的拒绝。回国后，刘即被中共开除黨籍。
1930年1月1日，刘仁静牵头创建了托派组织十月社。不久，刘仁静被十月社开除，独自一人建立明天社，出版油印刊物《明天》。1931年5月，十月社并入“中国共产党左派反对派”。后来，刘仁静也加入了这一组织。
1935年3月，刘仁靜被中华民国国民政府逮捕，判刑两年半，关在苏州反省院。1937年4月抗日战争爆发前夕被释放，并脱离托派组织。1937年冬，到武汉。1938年在三青团中央机关任职。随机构辗转到重庆后，在三青团中央宣传处当科员，宣传处的处长是黄季陆。经梁干乔介绍到西安西门外的战干四团工作了一年多，任俄语教官，后来改为上校教官教历史。被战干四团教育长葛武棨免职。经陕西省教育厅长王友直介绍，任教育厅编审室编审，并在西安《正报》当主笔。1946年10月，到上海，在“中国文化服务社”（社长和总经理刘伯闵）出版的《民主与统一》半月刊当过主编，主编原是郑学稼。还在顾祝同办的《前线日报》（总主笔是钱纳水）和孔祥熙（当时在英国）办的《时事新报晚刊》（总主笔是胡鄂公）当过主笔。 国民党中央宣传部副部长、南京《中央日报》的总主笔陶希圣写信邀请，1948年7月到南京，被安排在国民党政治研究室当研究员。陶希圣认为有所表现，介绍到国防部政工局局长邓文仪那里。邓文仪派其到镇江的国防部教导所。后辞职回上海，靠亲友的帮助维持生活。
1949年10月，中华人民共和国成立，次年，刘仁靜从上海前往北京，向中共中央組織部承认错误。1950年12月21日，《人民日报》发表了刘仁静的认错检讨，但是认为他没有完全悔悟。刘此后被安排在北京师范大学任教，但由于遭到学生的反对，只得又调往人民出版社工作。次年，被人民出版社改为编外的特约翻译，开除出工会，不再承认其为正式职工。
1967年6月，刘仁靜在「文化大革命」中被收审，此后被关入秦城监狱，1978年底方得以释放。此后他回到人民出版社，任特约翻译。1985年，他被聘为国务院参事。
1987年8月5日，刘仁靜在北京新街口外大街被一辆22路公交车撞倒，后抢救无效而宣告不治，享年85岁。
刘仁静是中国共产党第一次全国代表大会所有正式代表之中，最后一位逝世的代表，也是唯一一位20世纪80年代逝世的中共一大代表。